# Celer
Celer (stariji naziv je sunčanica; lat. Apium), rod trajnica iz porodsice štitarki smješten u tribus Apieae, dio potporodice Apioideae. Postoji 17 vrsta od kojih je najpoznatija začinska vrstas pravi celer (Apium graveolens).
Rod je raširen po dijelovima Euroazije, Afrike, Australije i Južne Amertike, a u Hrvatskoj postoje tri vrste, pravi, čvorasti i puzavi celer.

## Vrste
1. Apium annuum P.S.Short
2. Apium australe Thouars
3. Apium chilense Hook. & Arn.
4. Apium commersonii DC.
5. Apium fernandezianum Johow
6. Apium graveolens L.
7. Apium insulare P.S.Short
8. Apium larranagum M.Hiroe
9. Apium panul (Bertero ex DC.) Reiche
10. Apium prostratum Labill. ex Vent.
11. Apium repens (Jacq.) Lag.
12. Apium santiagoensis M.Hiroe
13. Apium sellowianum H.Wolff